# Retrat de l'Emperador August

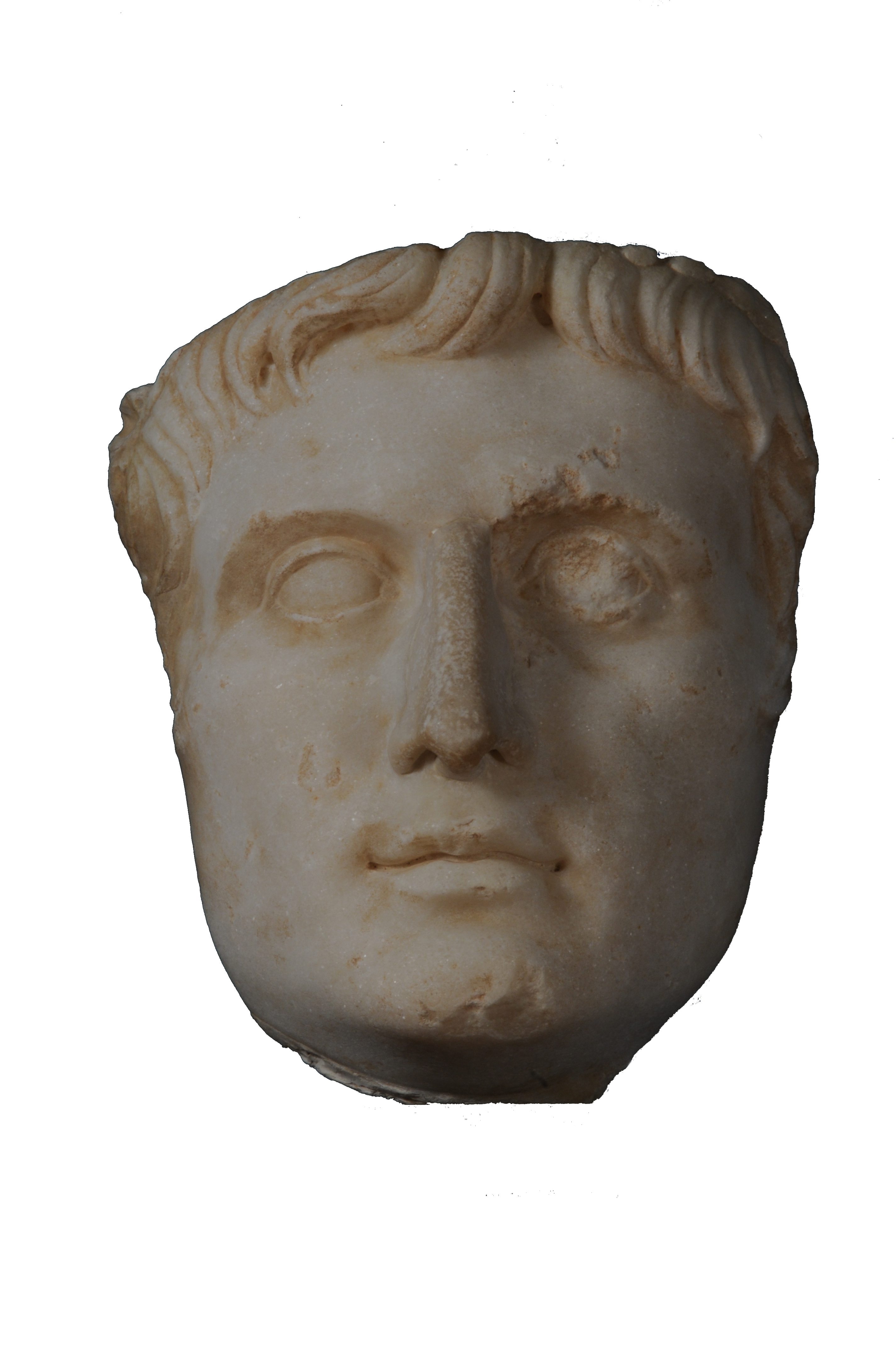
Retrat de l'Emperador August

El Retrat de l'Emperador August és un retrat fet en marbre de l'Emperador August que es conserva a la Sala 1 del Museu Frederic Marès de Barcelona.
El retrat -un dels pocs que es conserven a Espanya- prové de Tarragona, capital de la Hispània Citerior durant l'època romana, i probablement va ser fet a Roma en el primer terç del segle I d.C., durant el regnat de Tiberi, el successor d'August. Està fet de marbre blanc i correspon al tipus de retrat conegut com a Prima Porta, nom que ve del lloc on es va trobar un dels primers exemplars.

## Descripció
S'hi mostra l'emperador amb el gest relaxat; els grans ulls dirigeixen la mirada cap a la dreta, la boca està ben perfilada i els cabells, llisos i amb els flocs del serrell ben definits, s'obren des del centre fins a les temples.
Aquesta mena de retrats es van convertir fins a tal punt en imatges perdurables del poder imperial que en retrats oficials de Napoleó s'hi observen alguns dels seus trets.